# Correctio
Correctio (stgr. ἐπανόρθωσις, epanortosis; łac. correctio, pol. sprostowanie) – figura retoryczna polegająca na udawanym zamierzonym „poprawieniu się”, zastąpieniu danego zdania lub wyrażenia innym (np. Ona jest zdolna. Co tam zdolna – genialna!). Stosowana w celu wzmocnienia, złagodzenia lub uzupełnienia myśli.
W poetyce termin stosowany także na określenie podobnego zabiegu stylistycznego, polegającego na uwypukleniu czy wzmocnieniu fragmentu wypowiedzi poprzez zderzenie dwóch różnych konceptów.